# Zamboanga
Zamboanga est une ville des Philippines. Ce port est située à la pointe sud de la péninsule de Zamboanga, à l'ouest de l'île de Mindanao.
La ville compte 861 799 habitants en 2015.

## Géographie

### Climat
| Mois                     | jan. | fév. | mars | avril | mai  | juin | jui. | août | sep. | oct. | nov. | déc. | année |
| ------------------------ | ---- | ---- | ---- | ----- | ---- | ---- | ---- | ---- | ---- | ---- | ---- | ---- | ----- |
| Température moyenne (°C) | 26,4 | 26,7 | 27,1 | 27,5  | 27,5 | 27,2 | 26,9 | 27   | 27   | 27   | 27   | 26,8 | 27    |
| Précipitations (mm)      | 51   | 53   | 48   | 57    | 103  | 147  | 145  | 140  | 156  | 181  | 110  | 82   | 1 273 |

## Histoire
Au XVIIIe siècle, la ville est le siège d'une bataille faisant suite au raid sur Manille, au cours duquel les habitants repoussent un escadron britannique dirigé par le capitaine Edward Cooke.
En septembre 2013, la ville a connu d'importants combats entre des « insurgés musulmans » et les autorités. Près de 109 000 personnes auraient été déplacées à cause de ces combats soit 10 % de la population, d'après le bureau de la coordination des affaires humanitaires des Nations unies.

## Jumelages
- Muntinlupa (Philippines)
- Butuan (Philippines)
- Cagayán de Oro (Philippines)
- Dipolog (Philippines)
- Trece Martires (Philippines)
- Saragosse (Espagne)
- Pekanbaru (Indonésie)
- Bengkulu (Indonésie)

## Personnalités liées à la ville
- Maria Clara Lobregat, maire de 1998 à 2004.